# Juan Ladrillero

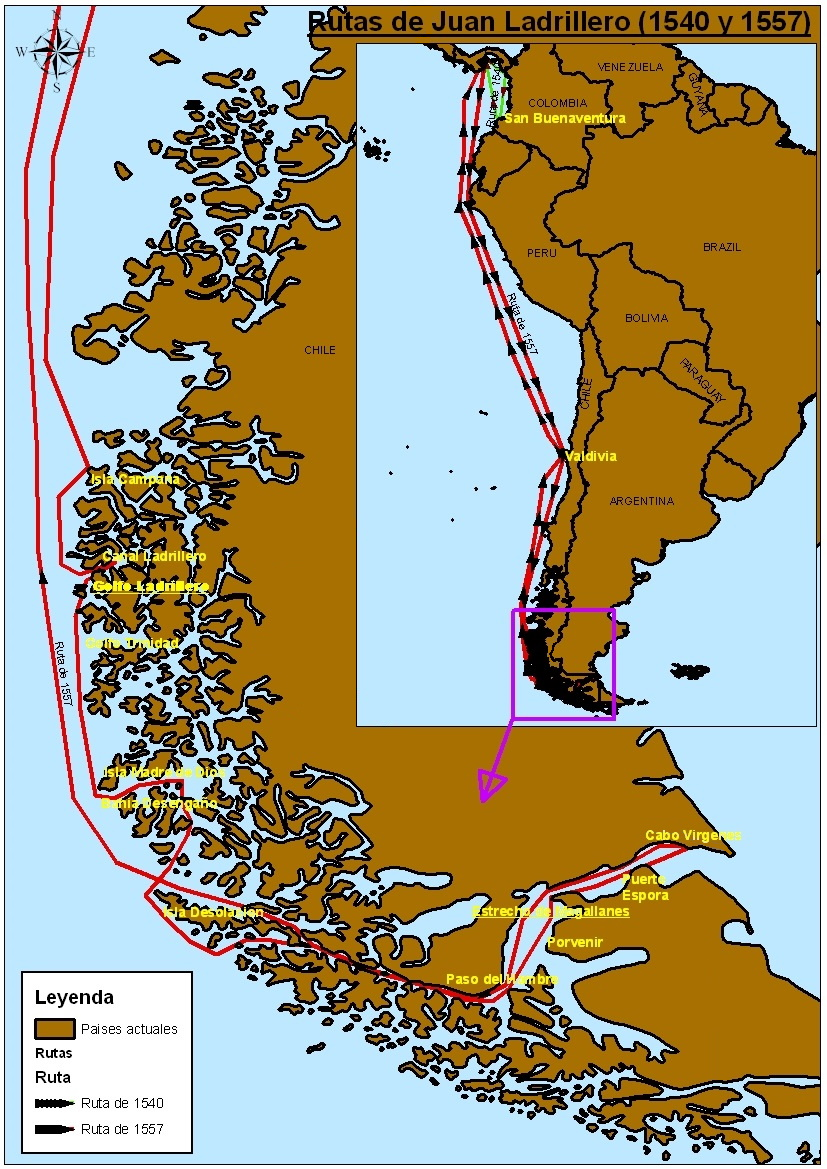
Fahrten des Juan Ladrillero 1540 (grün) und 1557 (rot)

Juan Ladrillero (* 1495 Moguer; † 1582) war ein spanischer Entdecker.
Im Jahre 1557 erhielt Ladrillero vom Generalgouverneur Chiles, García Hurtado de Mendoza, den Auftrag, die Gegend südlich von Valdivia zu erforschen. Insbesondere die Magellanstraße und deren westlicher Eingang sollten erforscht werden. Im Gegensatz zu Fernando de Magellan, der die Magellanstraße von Ost nach West durchquert hatte, sollte diesmal die entgegengesetzte Richtung durchfahren werden.

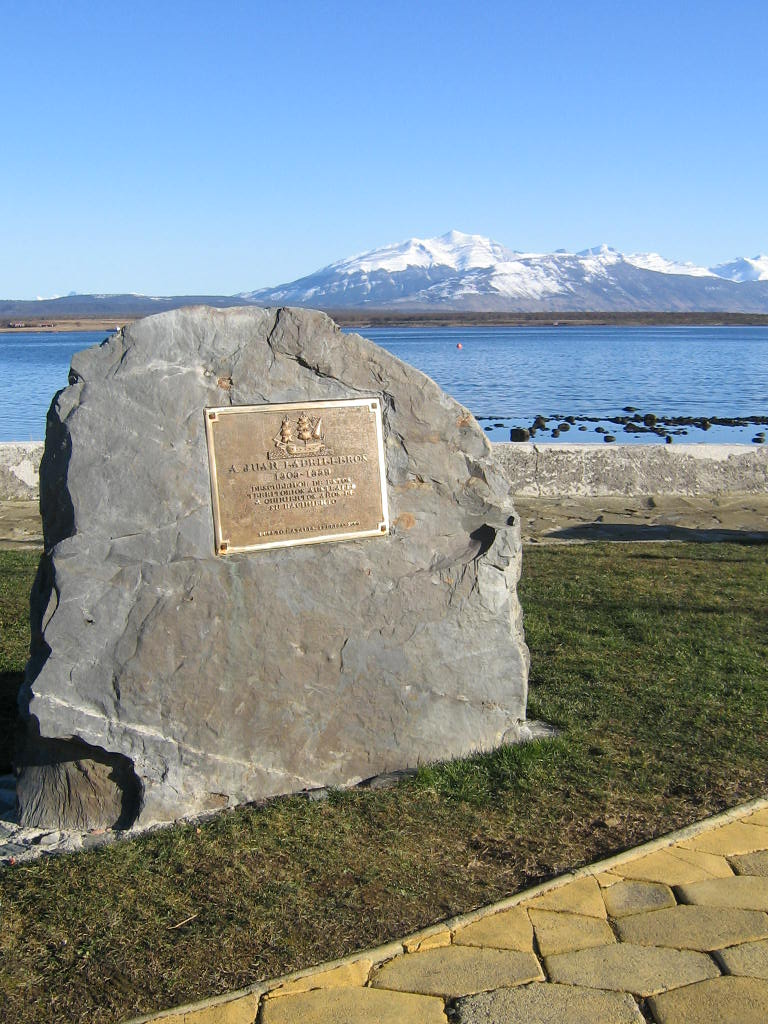
Tafel zur Ehrung von Juan Ladrillero in Puerto Natales (Chile).

Am 17. November 1557 segelte Ladrillero von Valdivia los. Er befehligte das Schiff San Luis und Francisco Cortés Ojea die San Sebastián. Ein Sturm trennte die Schiffe, das Flaggschiff ging dabei verloren. Am 4. Dezember erreichte Ladrillero einen riesigen Fjord, den Eyre Fjord, dieser ist von hohen Bergen und Gletschern umgeben. Trotz mehrerer Anläufe konnte er die Durchfahrt nicht finden. Im Juli 1558 erreichte er Cabo Vírgenes am atlantischen Ausgang der Magellanstraße. Im Namen Spaniens nahm er das gesamte feuerländische Gebiet in Besitz. Die Expedition kehrte im 15. Januar 1559 nach Valdivia zurück.
Die Reise leitete die Besitznahme Patagoniens ein, die später mit der Einrichtung kleiner militärischer Basen durch Pedro Sarmiento de Gamboa 1579 fortgeführt wurde.
Nach ihm ist der 1.665 m hohe Berg Cerro Ladrillero im Naturschutzgebiet Reserva Forestal Isla Riesco benannt. Er liegt auf der Insel Riesco im Osten Patagoniens. Auch der Ladrillero-Kanal (manchmal Stosch-Kanal) trägt seinen Namen.